# 津野充聡
津野 充聡（つの みつとし、1952年 -）は、兵庫県神戸市出身の彫刻家。女性を中心とした人物像などを発表している。

## 生涯
- 1952年（昭和27年） - 兵庫県神戸市に生まれる
- 1976年（昭和51年） - 東京造形大学彫刻科を卒業
- 1978年（昭和53年） - 愛知県立芸術大学大学院を修了
- 1979年（昭和54年） - 愛知県立芸術大学大学院研修科を修了

　　　　　　　　　　　 　　　　 2010~兵庫県彫刻家連盟　代表

## 主な受賞歴
- 神戸市文化奨励賞 2005年
- 芸術文化団体「半どんの会」文化賞（現代芸術賞）受賞　2009年
- 神戸具象彫刻大賞展
- 国民文化祭
- ロダン大賞展
- 木内克大賞展　他受賞入選多数

## 主な彫刻作品の設置場所
- 「蛹－羽化」 1981年 兵庫県神戸市中央区楠町4・神戸市立中央体育館北側 （撤去か？）
- 「羽化－Virgin Road」 1983年 兵庫県神戸市北区藤原台中町4・蒲池公園
- 「WIND」 1986年 兵庫県神戸市中央区布引町3・花と彫刻の道
- 「鳥と少年」 1988年 愛知県大府市桜木町5・知北平和公園
- 「結－YUI」 愛知県名古屋市北区平手町1・志賀公園
- 「WIND」 1990年 兵庫県神戸市長田区北町3・神戸市消防局長田消防署前
- 「WIND－風、方向、呼吸」 茨城県東海村・ふれあいの森公園
- 「火を守る女神-神戸からの祈り-」 茨城県東海村・須和間霊園
- 「夢色の風」1995年 東京都荒川区・あらかわ遊園
- 「花の精」1995年千葉県南房総市白浜町・フローラルホール
- 「少女像」1998年千葉県大網白里市
- 「鳥と少年」2008年 兵庫県神戸市西区・高塚台・シスメックステクノセンター
- 「平清盛像」2011年兵庫県神戸市兵庫区下三条町

「初代中村勘三郎生誕祈念像」2017年 名古屋市中村区 中村公園